# 풍양초등학교 (경기)
풍양초등학교는 대한민국 경기도 남양주시에 있는 공립 초등학교이다.

## 학교 연혁
- 1953년 10월 19일 : 장현국민학교 내각분교장 설립인가
- 1958년 1월 10일 : 풍양국민학교로 독립 승격
- 1958년 4월 1일 : 개교식 거행

## 참고 자료
- 풍양초등학교 - 한국교육학술정보원 학교알리미